# Stiphidion raveni
Espèce
Stiphidion raveni est une espèce d'araignées aranéomorphes de la famille des Stiphidiidae.

## Distribution
Cette espèce est endémique de Nouvelle-Galles du Sud en Australie. Elle se rencontre dans le parc national de la Nouvelle-Angleterre.

## Description
La carapace de la femelle holotype mesure 2,6 mm de long sur 1,9 mm de large, son abdomen 3,3 mm de long. La carapace du mâle paratype mesure 2,3 mm de long sur 1,7 mm de large, son abdomen 2,5 mm de long.

## Étymologie
Cette espèce est nommée en l'honneur de Robert John Raven.

## Publication originale
- Davies, 1988 : Three new species of the spider genus Stiphidion (Araneae: Amaurobioidea: Stiphidiidae) from Australia. Memoirs of the Queensland Museum, vol. 25, p. 265-271 (texte intégral).